# REASON (ゆずの曲)
「REASON」（リーズン）は、ゆずの通算37枚目のシングル。2013年1月9日にセーニャ・アンド・カンパニーから発売された。

## 概要
前作から5ヵ月振りのシングル。「初回盤ゆず　Ver.」「同HUNTER×HUNTER　Ver.」「通常盤」と自身初めての3タイプでの発売で、初回盤にはDVDと32ページブックレット付三方背BOX仕様となっている。なお初回限定盤には2012年10月24日に横浜文化体育館で行われたライブ『YUZU LIVE CIRCUIT 2012 YUZU YOU 〜二人で､どこへでも〜』 の模様が2人出演のドキュメント映像とともに収録されている。

## チャート成績
初動売上枚数は5作ぶりに4万枚を超え、2013年1月21日付オリコン週間シングルランキングで3位を記録し、前作で逃したトップ5入りを果たすとともに「Hey和」以来となるトップ3入りを果たした。
2013年1月28日付オリコン週間シングルランキングでも9位を記録し、「桜会/マイライフ」以来となる2週連続トップ10入りを果たしている。

## 収録曲

### ゆずVer.
1. REASON (5:09)
(作詞・作曲：北川悠仁・岩沢厚治・前山田健一 / Produced by ゆず / 編曲：前山田健一 & ゆず)
  - 日本テレビ系アニメ『HUNTER×HUNTER』エンディングテーマ、および東宝配給映画『劇場版 HUNTER×HUNTER 緋色の幻影』主題歌。
  - 岩本光弘×辛坊治郎太平洋ヨット横断企画『ブラインドセーリング』オープニングテーマ。
  - 北川が原曲を書き、岩沢、前山田がそれを元に作った曲を持ち寄って組曲形式に仕上げてある。具体的には、「向かい風と知っていながら〜」の箇所が北川、「いるよ そばに 一番近く〜」の箇所が岩沢、「夜の風が〜」の箇所が前山田である。北川は「向かい風と〜」の所をジョギング中に思いついたという[1]。
  - ゆずの楽曲でゆずの2人以外の人物が作詞を手掛けるのは初めてである。
2. 時刻表 (4:00)
(作詞・作曲：岩沢厚治 / Produced by ゆず / 編曲：磯貝サイモン & ゆず)
  - 2006 - 2007年頃にはあった曲。（オフィシャルインタビューより）

DVD（初回限定盤のみ）
『YUZU LIVE CIRCUIT 2012 YUZU YOU 〜二人で､どこへでも〜』
1. 松坂屋前にて〜その1〜
2. 大バカ者
3. 贈る詩
4. 松坂屋前にて〜その2〜
5. ところで
6. 四時五分
7. いこう
8. 松坂屋前にて〜その3〜
9. ある日のリハーサル風景
10. ようこそ横浜メドレー
11. 松坂屋前にて〜その4〜
12. またあえる日まで
13. LOVE & PEACH
14. 松坂屋前にて〜その5〜
15. 夏色
16. Hey和
17. 松坂屋前にて〜その6〜
18. 雨と泪
19. シュビドゥバー

### HUNTER×HUNTER Ver.
1. REASON (5:09)
2. 流れ星☆キラリ (4:29)
(作詞：北川悠仁・岩沢厚治 / 作曲：北川悠仁 / 編曲：前山田健一 & ゆず)
  - 『HUNTER×HUNTER』の声優陣（潘めぐみ、伊瀬茉莉也、平野綾）が歌うゆず提供楽曲。
  - 楽曲自体は2009年の「音野祭」でみんなで歌うために作ったが間に合わずストックしていた曲。
  - 後にアルバム「LAND」にDメロを足したセルフカバーバージョンが収録され、テレビアニメ『HUNTER×HUNTER』のエンディング曲に起用される。

〈DVD収録内容〉 
1. 潘めぐみ、伊瀬茉莉也、平野綾のアフレコ&レコーディング密着 ドキュメンタリー映像
  - 収録の際、潘めぐみは三人で収録の最中に突然スタジオに入ってきたゆず二人のサプライズ来場を知らされていなかった事、そのゆずがレコーディングのディレクション作業に関わり「取り繕わないで自然のままで歌っていいんだよ」のアドバイスに魔法の言葉の様に力が抜けて歌える様になったと「ニコニコ生放送」での公開生番組[2]で述べている。
2. 「劇場版 HUNTER×HUNTER 緋色の幻影(ファントム・ルージュ)」劇場予告編(約37分)